# Cyrthermannia perinfamis
Cyrthermannia perinfamis är en kvalsterart som först beskrevs av Tseng 1982.  Cyrthermannia perinfamis ingår i släktet Cyrthermannia och familjen Nanhermanniidae. Inga underarter finns listade i Catalogue of Life.